# Comoclathris harperi
Comoclathris harperi är en svampart som tillhör divisionen sporsäcksvampar, och som beskrevs av Robert Alan Shoemaker och C.E. Babcock. Comoclathris harperi ingår i släktet Comoclathris, och familjen Diademaceae. Arten är reproducerande i Sverige.